# Cuore di tuono
Cuore di tuono (Thunderheart) è un film del 1992 diretto da Michael Apted.

## Trama
Il giovane agente dell'FBI Ray Levoi viene mandato da Washington nella riserva pellerossa delle Badlands in South Dakota per risolvere l'omicidio di un Oglala di nome Leo Alce Veloce. Inviato grazie alla sua discendenza Sioux, egli viene affiancato nelle indagini da un veterano Frank "Cooch" Coutelle che, insieme al filo governativo Jack Milton, convengono che il responsabile sia un certo Jimmy Doppio Sguardo, attivista già nel loro mirino.
C'è infatti una guerra civile in atto tra i nativi tradizionalisti e quelli governativi guidati da Milton, ed è proprio in questo scenario che Levoi riceve l'aiuto inaspettato del poliziotto indigeno Walter Cavallo Esultante e dell'insegnante attivista Maggie Aquila Orso che, insieme allo sciamano Nonno Sam Reachers, viene orientato in un mondo che gli appartiene sempre più grazie al sangue nativo americano che scorre nelle sue vene. Levoy scopre infine che il responsabile dell'omicidio non è Jimmy e che dietro tale mistero si cela più di quanto sembra.